# Красная Дуброва (Гомельская область)
Красная Дуброва (бел. Чырвоная Дуброва) — деревня, входящая в Короватичский сельсовет Речицкого района Гомельской области Белоруссии.
Около деревни расположены месторождения глины.

## География

### Расположение
В 31 км на юго-запад от Речицы, в 71 км от Гомеля и в 5 км от железнодорожной станции Бабичи (на линии Гомель — Калинковичи).

## Гидрография
Деревня расположена на реке Ведрич, впадающей в Днепр. На юго-востоке — мелиоративные каналы.

## Транспортная система
Транспортная связь по просёлочной, а затем по автодороге Василевичи — Гомель.
В деревне 124 жилых дома (2004 год). Планировка состоит из длинной прямолинейной улицы, ориентированной с юго-востока на северо-запад и застроенной двусторонне деревянными домами усадебного типа.

### Улицы
- Лесная
- Мира
- Южная

## История
В 1,5 км на юго-запад от деревни археологами обнаружено городище, свидетельствует о заселении этих мест с давних времён.
Деревня основана в начале 1920-х годов переселенцами из соседних деревень на бывших помещичьих землях. В 1931 году организован колхоз. Во время Великой Отечественной войны на фронтах погибли 109 жителей деревень Красная Дубрава и Тишковка, память о них увековечивает скульптура солдата на пьедестале, установленная в 1974 году в центре деревни.
В 1959 году в деревне располагался центр колхоза «XXI съезд КПСС». В деревне действовали 9-летняя школа, библиотека, отделение связи, Дом культуры.

## Население

### Численность
2004 год — 124 двора, 321 житель.

### Динамика
- 1959 год — 484 жителя (согласно переписи).
- 2004 год — 124 двора, 321 житель.

## Достопримечательности
В память о погибших жителях деревень Красная Дуброва и Тишковка в 1974 году в центре деревни установлена скульптура.